# 比利欽卡河 (戈倫河支流)
50°9′35.02″N 26°33′49.3″E / 50.1597278°N 26.563694°E
比利欽卡河（烏克蘭語：Більчинка），是烏克蘭西部的河流，屬於霍倫河的支流。該河流經赫梅利尼茨基州的舍佩蒂夫卡區，河道全長16公里，流域面積54.3平方公里。